# Tattersall (estampado)

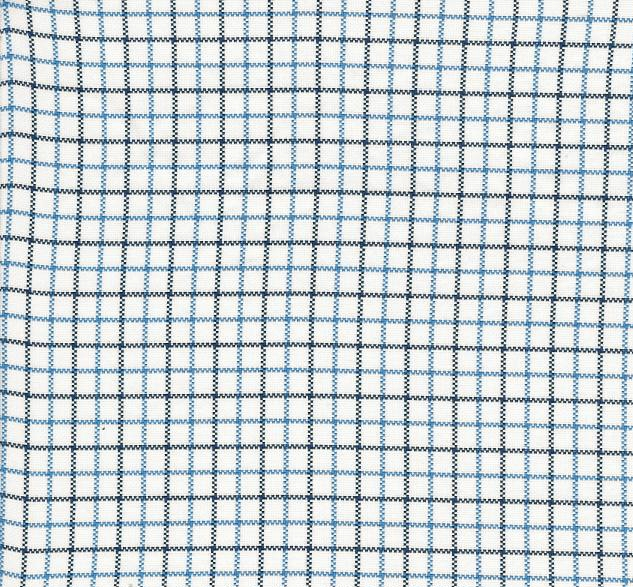
Tela de algodón tattersall de cuadros azules y negros.

Tattersall es un estilo de patrón que forma cuadros mediante rayas tejidas en tela. El patrón se compone de finas franjas de urdimbre, incluso verticales, regularmente espaciadas, que se repiten horizontalmente en la trama, formando así cuadrados.
Las rayas suelen ser de dos colores alternados, generalmente más oscuros sobre un fondo claro. El patrón de tela toma su nombre del mercado de caballos de Tattersall, que se inició en Londres en 1766. Durante el siglo XVIII, en el mercado de caballos de Tattersall, se vendían mantas con este patrón de cuadros para su uso en caballos.
Desde el siglo XX el tattersall es un patrón común, a menudo tejido en algodón, particularmente en franela, para camisas o chalecos. Las camisas Tattersall, junto con las de algodón a cuadros, se usan a menudo con atuendos campestres, por ejemplo, en combinación con trajes y chaquetas de tweed. Los jinetes a menudo usan chalecos tradicionales de esta tela con atuendos formales de equitación y adornados con una corbata.